# Ybbs an der Donau
Ybbs an der Donau, o simplemente Ybbs, es una ciudad del distrito de Melk, en el estado de Baja Austria (Austria).

## Historia
Curante la Edad Media, al encontrarse en la intersección de importantes vías comerciales a lo largo del Danubio y gracias al desarrollo del comercio de la sal, la ciudad de Ybbs an der Donau adquirió un importante papel económico. Por este motivo, adquirió el estatus de ciudad en el 1317. 

## Economía
Al noroeste de Ybbs se encuentra la central hidroeléctrica de Ybbs-Persenbeug, que fue la primera central de este tipo construida en la parte austriaca del río Danubio. También puede encontrarse todavía en Ybbs, el Centro Terapéutico Ybbs, que es un hospital psiquiátrico gestionado por la ciudad de Viena a través de la Asociación de Hospitales de Viena (del alemán: Wiener Krankenanstaltenverbund). Por último, también se encuentra la empresa metalúrgica Schaufler GmbH.

## Relaciones internacionales

### Ciudades hermanadas
Ybbs an der Donau está hermanada con:
- Bobbio, Italia